# 剛葆璞
剛葆璞（1919年9月9日—2013年1月3日），號仁義，祖籍蒙古地方卓索圖盟土默特左翼旗，生於遼寧遼陽，蒙古族，中華民國空軍中將，曾任空軍作戰司令。

## 生平
剛葆璞中將，1919年9月9日出生，蒙古卓索圖盟縣人，空軍官校14期，1943年2月畢業後赴美國接受驅逐、偵察訓練，1945年返國後分發至空軍第十二中隊擔任分隊長，曾參加抗日及徐蚌諸戰役，執行多項偵照、偵察等作戰任務。
先後畢業于中央陸軍軍官學校第十六期、空軍軍官學校第十三期、美國空軍鹿克戰鬥飛行與儀器飛行炸射及空中照相偵察學校、三軍大學戰爭學院將官班。歷任分隊長、中隊附、中隊長、第五聯隊第六大隊作戰科長。1957年任駐日大使館空軍武官。1962年任空軍總司令部聯絡科科長。1963年5月任第五聯隊參謀長。1964年12月任空軍總政冶部處長。1967年任第五聯隊聯隊長。1968年任空軍作戰司令部參謀長，後任空軍司令少將特別助理。後曾任國防部情報參謀次長、空軍作戰司令，軍階空軍中將、1979年3月任台灣省政府「台閩地區勞工保險監理委員會」主任委員。
剛葆璞1950年4月28日駕F-5E（P-38戰鬥機偵察型；與諾斯洛普F-5E老虎Ⅱ式戰鬥機不同。）偵照上海，在上海北郊大場機場首先發現俄援中共之米格-15戰鬥機。

時任上尉副隊長的剛葆璞中將駕駛P-38偵照機進入上海執行偵照任務，首先於大場機場發現MiG-15型機進駐之重要情資，獲先總統蔣公召見，並膺選為當年國軍克難英雄。
另於1950年代，臺海戰雲密布，剛葆璞中將仍多次衝破層層火網，冒著中共戰機圍攻，地上砲火密佈之危險，深入大陸完成偵照任務，取得重要情資。
1955年1月7日，俞大維部長乘坐剛葆璞駕駛的T-33雙座噴射教練機到中國大陸偵察黃岩路橋機場及大陳列島，進行偵察任務時，戰管部通知有4架中共米格-15戰鬥機起飛攔截，在剛葆璞駕駛下驚險返回桃園基地，這次驚險的任務完成以後，國防部頒發了一座干城獎章給剛葆璞大隊長。
剛葆璞擔任空軍作戰司令期間國防部長俞大維頒贈一把“金門之劍”勳榮。
2013年1月3日因病於三軍總醫院松山分院辭世，享耆壽94歲。

## 榮譽

### 褒揚令
中華民國總統馬英九於民國102年02月06日明令褒揚前空軍作戰司令部中將司令剛葆璞
褒揚令—剛葆璞 。

空軍中將、國防部前空軍作戰司令部司令剛葆璞，槃才通敏，果毅端方。少慕戎軒，展驥鵬舉，卒業空軍官校；嗣奉派赴美，研習戰鬥飛行與空中偵察訓練，精進專業素養，強化偵探職能。戡亂蜂起，於魯南戰役中，數度獻力偵查任務，蒐索泰安萊蕪匪情，履險蹈危，義無旋踵。播遷伊始，承命執行上海前蒐，遭逢敵機環伺攔截，安然反向脫離返航，獲致米格戰機偵報，允為日後臺灣武備換裝暨美國第七艦隊協防先聲，魯陽揮戈，當艱彌奮；一江山血戰方殷，迭赴浙江廣東偵照，突破匪方戰術包纏，全保人機歷劫拔歸，攫取多項珍貴情資，屢獲年度克難英雄榮銜，忘身報國，馳騁天際。復任國防部空軍各項要職，推動中華民國與韓國等軍事交流，提升戰技飛安演訓，計議籌維，多所靖獻。曾獲頒國內外四十餘座勳獎章殊譽，忠藎懋績，勛猷共仰。綜其生平，其勇足以為國干城，其行誠可昭垂後昆，飛將殫技，鐵翼鷹揚；遺風碩範，簡冊聿昭。遽聞遐齡凋落，軫悼曷勝，應予明令褒揚，用示政府崇禮英賢之至意。

總　　　統　馬英九　　　　

行政院院長　陳　冲　　　　

## 著作
- 《勞工保險在三民主義統一中國聖戰中所擔任的角色》。

## 註解
1. 1 2 3  .   [2008-06-02]. （原始内容存档于2016-03-25）.

## 外部連結
- 张广基： 追忆八二三炮战的中外记者群

| 军职          | 军职                                                   | 军职          |
| ------------- | ------------------------------------------------------ | ------------- |
| 前任： 陳鍾琇 | 中華民國空軍第五聯隊聯隊長 1967年1月1日－1968年5月11日 | 繼任： 陳鴻銓 |